# Championnat d'Italie de rugby à XV 2007-2008
Navigation
Super 10 2006-2007 Super 10 2008-2009
Le Championnat d'Italie de rugby à XV 2007-2008 oppose les dix meilleures équipes italiennes de rugby à XV. Le championnat débute en 2007 et se termine le 7 juin 2008. Les équipes y participent sous la forme d'un championnat unique en matchs aller-retour. Les quatre premiers sont qualifiés pour les demi-finales et le dernier est relégué.
Le Calvisano bat en finale le Benetton Trévise sur le score de 20 à 3 et remporte son 2e titre. Le match se déroule au Stade Brianteo à Monza devant 11 976 spectateurs.

## Liste des équipes en compétition
Le club de Venise Mestre, vainqueur de la deuxième division, est promu et remplace L'Aquila relégué au deuxième échelon. Les dix équipes participant à la compétition sont :
| Calvisano Venise Trévise Parme Padoue Rome Rovigo Catane Viadana |

| Équipe               | Stade                       | Capacité | Ville     |
| -------------------- | --------------------------- | -------- | --------- |
| Calvisano            | Centro Sportivo San Michele | 3 500    | Calvisano |
| Venise Mestre        | Centro Sportivo Comunale    |          | Venise    |
| Benetton Trévise     | Stadio Comunale di Monigo   | 6 700    | Trévise   |
| Amatori Catane       | Stade Santa-Maria-Goretti   | 10 000   | Catane    |
| Gran Parma SKG       | Stade Sergio-Lanfranchi     | 3 600    | Parme     |
| Parma Overmach       | Stade Sergio-Lanfranchi     | 3 600    | Parme     |
| Petrarca Padoue      | Stadio Plebiscito           | 9 600    | Padoue    |
| Unione R. Capitolina | Campo dell'Unione           |          | Rome      |
| Rovigo               | Stade Mario-Battaglini      | 10 000   | Rovigo    |
| Viadana              | Stade Luigi-Zaffanella      | 6 000    | Viadana   |

## Résultats

### Phase régulière
| Rang | Club                 | J  | V  | N | D  | Bo | Bd | Pm  | Pe  | Diff | Pts |
| ---- | -------------------- | -- | -- | - | -- | -- | -- | --- | --- | ---- | --- |
| 1    | Rugby Calvisano      | 18 | 13 | 0 | 5  | 8  | 0  | 518 | 259 | +259 | 60  |
| 2    | Benetton Trévise (T) | 18 | 11 | 3 | 4  | 9  | 0  | 513 | 297 | +216 | 59  |
| 3    | Rugby Viadana        | 18 | 11 | 0 | 7  | 10 | 0  | 441 | 298 | +143 | 54  |
| 4    | Petrarca Padoue      | 18 | 9  | 2 | 7  | 7  | 0  | 437 | 359 | +78  | 47  |
| 5    | Rugby Rovigo         | 18 | 10 | 0 | 8  | 5  | 0  | 338 | 336 | +2   | 45  |
| 6    | Rugby Parma          | 18 | 8  | 2 | 8  | 8  | 0  | 395 | 338 | +57  | 44  |
| 7    | Capitolina           | 18 | 8  | 0 | 10 | 7  | 0  | 343 | 358 | -15  | 39  |
| 8    | Venise Mestre (P)    | 18 | 7  | 2 | 9  | 1  | 0  | 301 | 426 | -125 | 33  |
| 9    | SKG Gran Parma       | 18 | 6  | 1 | 11 | 6  | 0  | 311 | 455 | -144 | 32  |
| 10   | Amatori Catane       | 18 | 2  | 0 | 16 | 2  | 0  | 220 | 691 | -471 | 10  |

|  | Qualifiés la coupe d'Europe 2008-2009 et pour les demi-finales (no 1, no 2)      |
|  | Qualifiés pour le Challenge européen 2008-2009 et les demi-finales (no 3, no 4). |
|  | Qualifiés pour le Challenge européen 2008-2009 (no 5, no 6)                      |
|  | Relégué (no 10)                                                                  |
|  | T : tenant du titre 2007 ; P : promu 2007                                        |

Attribution des points : victoire : 4, match nul : 2, défaite : 0, ; plus les bonus (offensif : 4 essais marqués ; défensif : défaite par 7 points d'écart ou moins).

### Phase finale

#### Tableau
|  | Demi-finales     | Demi-finales     |           |          | Finale                               | Finale                               |
|  | Demi-finales     | Demi-finales     |           |          | Finale                               | Finale                               |
|  |                  |                  |           |          |                                      |                                      |
|  | 2008             | 2008             |           |          | 7 juin 2008 au Stade Brianteo, Monza | 7 juin 2008 au Stade Brianteo, Monza |
|  | 2008             | 2008             |           |          | 7 juin 2008 au Stade Brianteo, Monza | 7 juin 2008 au Stade Brianteo, Monza |
|  | Calvisano        | 20 \| 20         |           |          | 7 juin 2008 au Stade Brianteo, Monza | 7 juin 2008 au Stade Brianteo, Monza |
|  | Calvisano        | 20 \| 20         |           |          | 7 juin 2008 au Stade Brianteo, Monza | 7 juin 2008 au Stade Brianteo, Monza |
|  | Petrarca Padoue  | 18 \| 13         |           |          | 7 juin 2008 au Stade Brianteo, Monza | 7 juin 2008 au Stade Brianteo, Monza |
|  | Petrarca Padoue  | 18 \| 13         | Calvisano | 20       |                                      |                                      |
|  | 2008             |                  | Calvisano | 20       |                                      |                                      |
|  |                  | Benetton Trévise | 3         |          |                                      |                                      |
|  | Benetton Trévise | Benetton Trévise | 3         | 16 \| 30 |                                      |                                      |
|  | Benetton Trévise |                  |           | 16 \| 30 |                                      |                                      |
|  | Viadana          | 20 \| 21         |           |          |                                      |                                      |
|  | Viadana          | 20 \| 21         |           |          |                                      |                                      |

#### Finale
| 7 juin 2008 | Calvisano | 20 – 3 | Benetton Trévise | Stade Brianteo, Monza 11 976 spectateurs Arbitre : C. Damasco |
| 7 juin 2008 |           |        |                  | Stade Brianteo, Monza 11 976 spectateurs Arbitre : C. Damasco |
| 7 juin 2008 |           |        |                  | Stade Brianteo, Monza 11 976 spectateurs Arbitre : C. Damasco |

## Vainqueur
| Entraîneur | Entraîneur             | Marc Delpoux                                                |
| Avants     | Pilier                 | Beccaris, Gabriel Bocca, Intoppa, A. Pratichetti, Zanoletti |
| Avants     | Talonneur              | Leonardo Ghiraldini                                         |
| Avants     | Deuxième ligne         | Bressons, Cristiano, Stanojevic, Adrien Vigne-Donati        |
| Avants     | Troisième ligne aile   | Roland de Marigny, Morelli, Aaron Persico, Maurizio Zaffiri |
| Avants     | Troisième ligne centre | Cattina, Alessandro Zanni                                   |
| Arrières   | Demi de mêlée          | Paul Griffen                                                |
| Arrières   | Demi d'ouverture       | Patelli, Vermeulen                                          |
| Arrières   | Centre                 | Forcucci, Luke McLean                                       |
| Arrières   | Ailier                 | Buso, Doherty, Gerard Fraser, Spragg                        |
| Arrières   | Arrière                |                                                             |